# Erkki Ruoslahti
Erkki Ruoslahti (* 16. Februar 1940 in Puumala, Finnland) ist ein finnisch-US-amerikanischer Zellbiologe und Krebsforscher am Sanford-Burnham Medical Research Institute und der University of California, Santa Barbara.

## Leben
Ruoslahti erwarb an der Universität Helsinki 1961 einen Bachelor in Medizin, 1965 einen M.D. und 1967 einen Ph.D. in Immunologie. Als Postdoktorand ging er an das California Institute of Technology (Caltech). 1970 erhielt er eine Professur für Serologie und Bakteriologie an der Universität Helsinki und 1975 für die gleiche Fächerkombination an der Universität Turku. 1976 ging Ruoslahti als Forschungsgruppenleiter (Senior Research Scientist) und später Leiter der Abteilung für Immunologie an das City of Hope National Medical Center in Duarte, Kalifornien. 1979 wechselte er an das Sanford-Burnham Medical Research Institute in La Jolla, Kalifornien, wo er verschiedene leitende Funktionen innehatte, darunter von 1989 bis 2001 als Präsident und CEO. Seit 1980 hatte Ruoslahti zusätzlich eine Professur an der University of California, San Diego inne, zunächst in der Abteilung für Pathologie, zuletzt in der für Bioengineering. Derzeit (Stand 2016) ist er Adjunct Distinguished Professor an der University of California, Santa Barbara.

## Wirken
Ruoslahti gilt als führend auf dem Gebiet der Zelladhäsionsmoleküle. Er entdeckte, dass die Zell-bindende Domäne mehrerer wichtiger Proteine der extrazellulären Matrix aus der einfachen RGD-Sequenz besteht. Ruoslahti konnte zeigen, dass die Endothelzellen verschiedener Organe einzigartige Rezeptoren exprimieren, die damit ein Targeting normaler Organe oder bestimmter Tumoren ermöglichen.
Seit 2012 zählt ihn Thomson Reuters zu den Favoriten auf einen Nobelpreis für Physiologie oder Medizin.

## Auszeichnungen (Auswahl)
- 1989 Mitglied der Finnischen Wissenschaftlichen Gesellschaft (Suomen Tiedeseura, Societas Scientiarum Fennica)
- 1990 Robert J. and Claire Pasarow Foundation Award
- 1993 Mitglied der American Academy of Arts and Sciences[3]
- 1994 Ritter des Finnischen Orden der Weißen Rose
- 1997 Gairdner Foundation International Award[4]
- 1999 Mitglied der National Academy of Sciences
- 2005 Japan-Preis[5]
- 2009 Ehrentitel Akademiker der Wissenschaft (Tieteen akateemikko)[6]
- 2022 Albert Lasker Award for Basic Medical Research